# Joan Fageda
Joan Fageda Aubert (Olot, Gerona, 20 de enero de 1937) es un político español del Partido Popular, por entonces Alianza Popular, que fue alcalde de Palma de Mallorca entre 1991 y 2003.

## Biografía
Nace en 1937 en Gerona del seno de una familia de clase media. Su padre del cual ejerce de constructor y su madre de profesora de piano, Fageda termina sus estudios de bachiller y después entra en el instituto de Olot, donde estudiaría para empezar a trabajar de Cajista-impresor. Empieza a estudiar de Aparejador en la Escuela Superior de Arquitectura de Barcelona, donde en 1960 los finaliza. Es en el mismo año cuando reside junto a sus padres en Palma de Mallorca. Además, está casado con Dolores Lara Ruiz y es padre de tres hijos.
En 1967 de la mano de su padre, fundan la empresa Constructora DOMUS S.A, y en los años 1971 a 1979, se desempeñaba como Contador y secretario del Colegio Oficial de Aparejadores y Arquitectos Técnicos de Baleares, de la sesión Plenaria del Primer Congreso Nacional de Aparejadores y Arquitectos Técnicos, presidente de la Agrupación Regional de los Colegios de Aparejadores y Arquitectos Técnicos de Cataluña y de Baleares, de la que también es miembro.
Comienza en la política desempeñándose como concejal y Portavoz del Grupo Popular en el Ayuntamiento de Palma de Mallorca. Fue alcalde de dicha localidad entre 1991 a 2003, y por el partido Popular es miembro de la Junta Ejecutiva de la Federación Española de Municipios y Provincias, siendo Presidente y Vicepresidente de la Comisión de Deportes y miembro de la Junta Directiva del Consejo Superior de Deportes en representación de dicha Federación.
Entre 1983 y 1991 fue propuesto candidato a la Alcaldía de Palma de Mallorca por el Partido de Alianza Popular, y es elegido Diputado del Parlamento de las Islas Baleares, del cual desempeña el de Consejero Insular en el Consejo Insular de Mallorca. Por último, en 2004 fue propuesto candidato al Senado de España por Mallorca, y entre 2008 a 2011 fue nombrado Senador por la IX Legislatura.